# Autalia
Autalia är ett släkte av skalbaggar som beskrevs av George Samouelle 1819. Autalia ingår i familjen kortvingar.

## Dottertaxa tillAutalia, i alfabetisk ordning[1][2]
- Autalia africana
- Autalia bierigi
- Autalia breviflagellata
- Autalia capensis
- Autalia chapada
- Autalia elegans
- Autalia ethiopia
- Autalia formosa
- Autalia frontalis
- Autalia gomyi
- Autalia imbecilla
- Autalia impressa
- Autalia inopinata
- Autalia kabyliana
- Autalia kinabaluensis
- Autalia limata
- Autalia longicornis
- Autalia minuta
- Autalia monteverdensis
- Autalia myrmecophila
- Autalia pallescens
- Autalia phricotrichosa
- Autalia pseudoafricana
- Autalia pseudotetracarinata
- Autalia puncticollis
- Autalia rivularis
- Autalia rufula
- Autalia ruwenzori
- Autalia schillhammeri
- Autalia schuelkei
- Autalia smetanai
- Autalia tetracarinata
- Autalia truncatula
- Autalia yoopaa